# Матросов, Владимир Евгеньевич
Владимир Евгеньевич Матросов (15 октября 1928, Ленинград — 7 октября 2008, Москва) — советский и российский скульптор. Лауреат Ленинской премии (1970). Один из соавторов мемориального ансамбля героям Сталинградской битвы на Мамаевом кургане в Волгограде.

## Биография

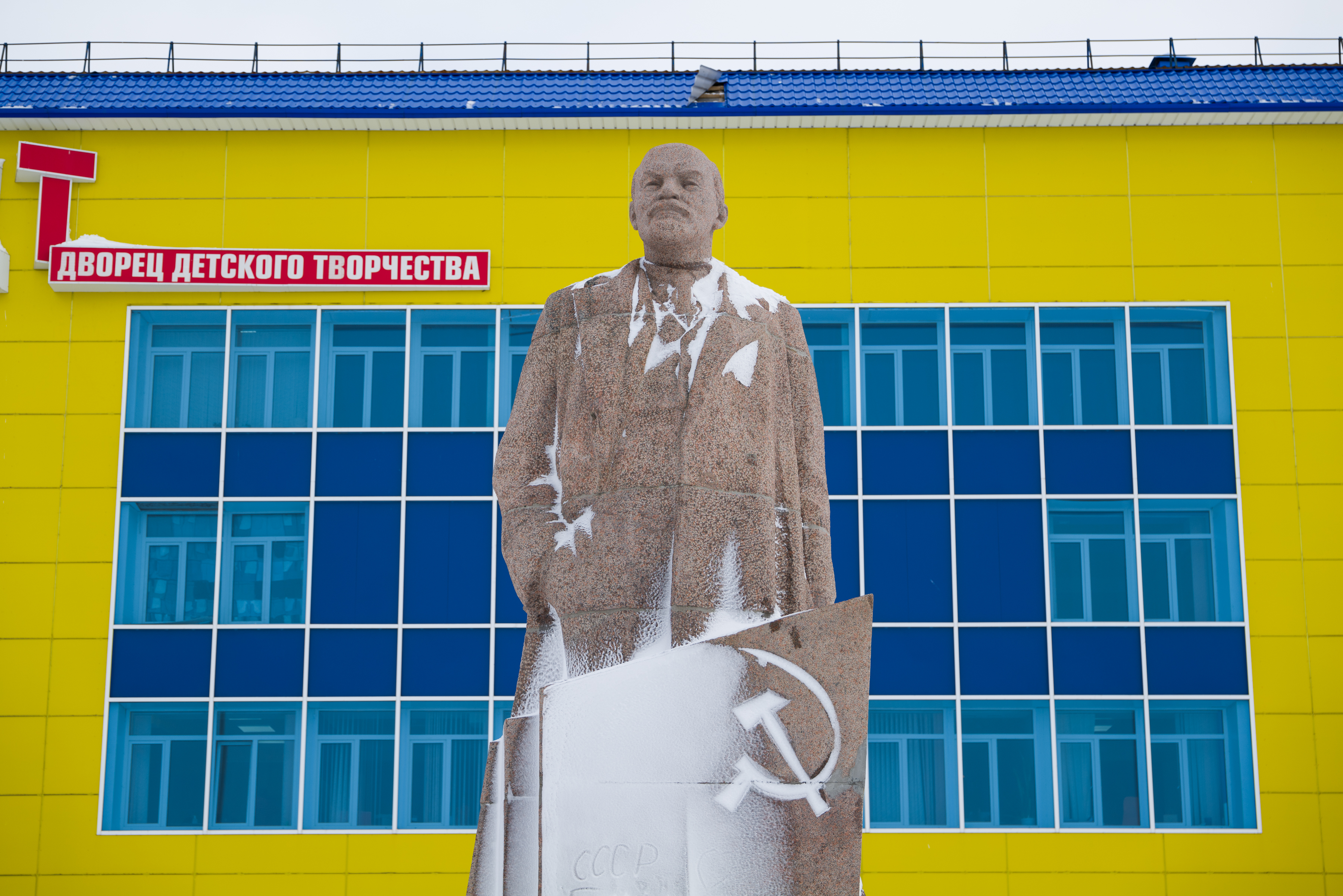
Памятник Ленину в Анадыре

Владимир Матросов родился в Ленинграде 15 октября 1928 года. В 1946—1952 годах учился в Московском художественном институте имени В. И. Сурикова.
Автор портретов А. В. Ковалевского (гипс, 1958‒1959, Музей при Военно-воздушной академии имени Ю. А. Гагарина, Монино), Я. И. Алксниса, П. И. Баранова, К. В. Маслова (все три ‒ бетон, 1965, Военно-воздушная академия имени Ю. А. Гагарина, Монино), К. Э. Циолковского, Н. И. Кибальчича, Ф. А. Цандера, С. П. Королева (все четыре ‒ гипс, 1967, Главный штаб ракетных войск), Заслуженного артиста РСФСР П. Г. Чернова. Выполнил памятник В. И. Ленину в Анадыре (гранит, 1963‒1967) и памятник А. П. Чехову. Автор бюстов девяти декабристов и мемориально-духовного комплекса (1990) в Ялуторовске.
В 1963‒1967 годах принимал участие в создании мемориального ансамбля героям Сталинградской битвы на Мамаевом кургане в Волгограде, за что в 1970 году был удостоен Ленинской премии. Награждён орденом Трудового Красного Знамени.
Скончался 7 октября 2008 года. Похоронен на Троекуровском кладбище в Москве (участок 12).